# Luchsstein (Westharz)

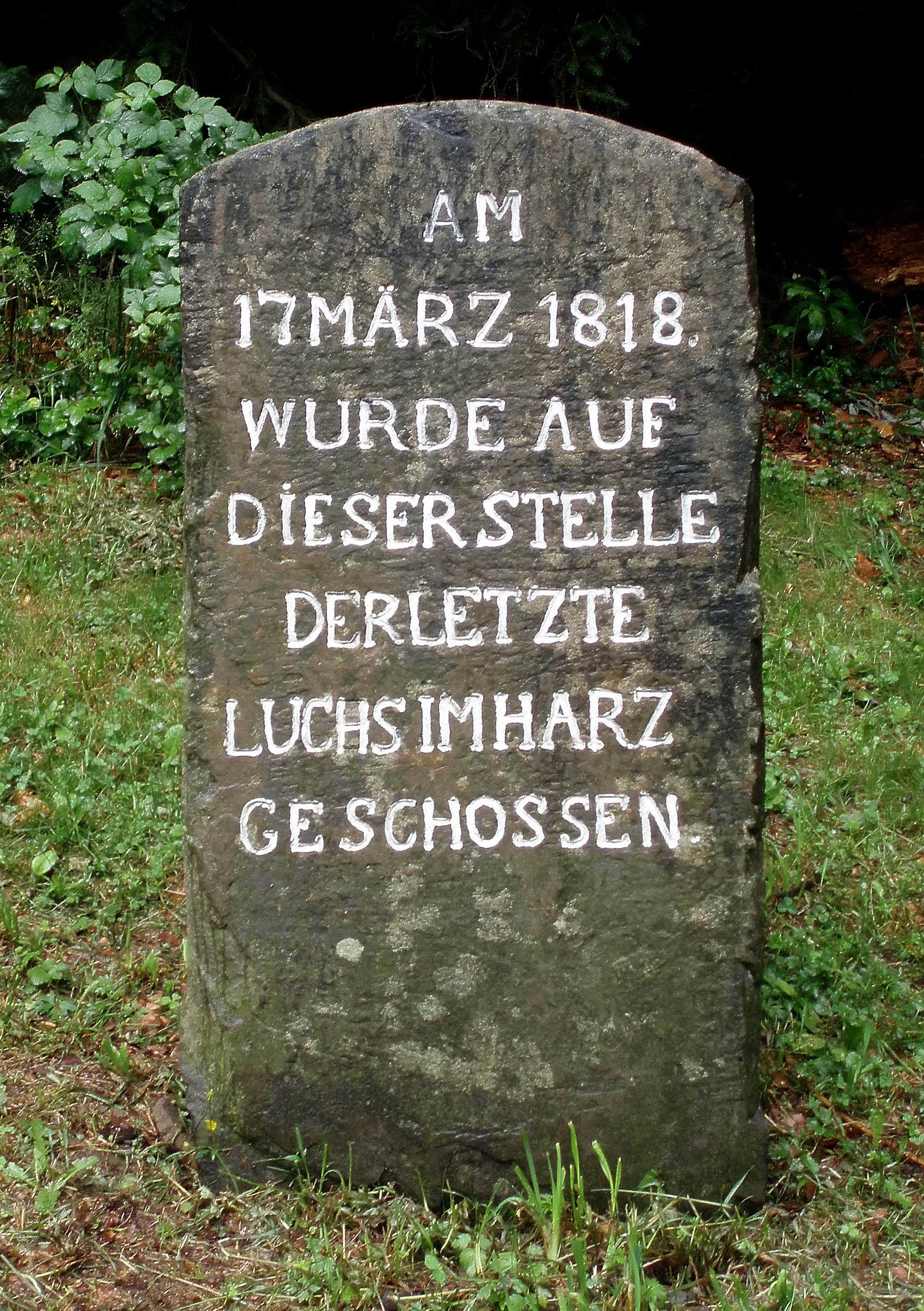
Luchsstein

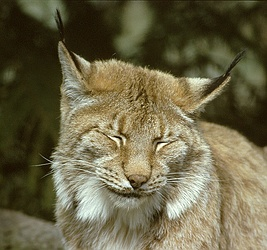
Luchs

Der Luchsstein im Harz ist ein Gedenkstein nahe Lautenthal im niedersächsischen Landkreis Goslar. Er erinnert an den letzten in diesem Mittelgebirge erlegten Luchs (1818).

## Geographische Lage
Der Luchsstein steht zwischen dem nahen Lautenthal im Ostsüdosten und dem etwas entfernten Seesen im Westnordwesten auf dem Südhang des Großen Trogtaler Bergs (608,6 m ü. NHN). Er befindet sich neben einer Forststraße auf etwa 530 m Höhe.

## Geschichte
Der Gedenkstein wurde unweit der Stelle errichtet, an der der königlich-hannöversche reitende Förster Spellerberg aus Lautenthal während einer elf- oder siebzehntägigen Treibjagd am 17. März 1818 im Kaltenbirker Jagdrevier am Teufelsberg den letzten Luchs des Harzes erlegte. Rund 200 Jäger und Treiber waren damals im Einsatz, um den Luchs als – nach damaliger Ansicht – freilebendes Raubtier ausfindig zu machen und zur Strecke zu bringen.
Es gab zu dieser Zeit keinen Protest gegen die Ausrottung dieses Tieres, im Gegenteil, es wurde sogar der besagte Gedenkstein errichtet. Dieser letzte Luchs wurde ausgestopft und im Museum in Braunschweig, heute im Naturhistorischen Museum, ausgestellt. Ferner wurde von G. Schröder ein Kupferstich zur Erinnerung an die Tötung dieses Luchses angefertigt.
Im Ostharz wurde der letzte Luchs ein Jahr früher am 24. März 1817 in der Grafschaft Wernigerode erlegt. Hieran erinnert der dortige Luchsstein. Lange Zeit galt dieser Luchs als der letzte seiner Art im Harz. Das Tier wurde fachmännisch von A. Berger in Braunschweig im Auftrag des Grafen Henrich zu Stolberg-Wernigerode präpariert und im gräflich-stolbergischen Naturalienkabinett in der Orangerie in Wernigerode ausgestellt. Dieser präparierte Luchs ist heute noch als museales Ausstellungsstück erhalten. Der Luchs befand sich zuletzt im Harzmuseum von Wernigerode.
Bereits ein Jahrhundert zuvor wurde im Unterharz der letzte freilebende Braunbär erlegt. Daran erinnert das Bärendenkmal in der Nähe des Bremer Teiches im anhaltischen Harz.
An den letzten freilebenden Wolf, der von Graf Ferdinand zu Stolberg-Wernigerode erlegt wurde, erinnert hingegen der Ferdinandsstein in der Nähe der Plessenburg bei Ilsenburg.
Erst 1999 wurden durch den Nationalpark Harz wieder Luchse im Westharz ausgewildert. Diese Luchse haben sich seitdem gut vermehrt und verbreiten sich im Raum Norddeutschland, Mitteldeutschland und Nordhessen. An die Wiederansiedlung erinnert das Luchs-Denkmal östlich von Torfhaus.

## Wandern
Die Forststraße, die am Luchsstein vorbeiführt, wird auch als Wander- und Radweg genutzt. Insbesondere verläuft dort der Harzer Försterstieg. Der am Wegrand stehende Luchsstein ist als Nr. 103 in das System der Stempelstellen der Harzer Wandernadel einbezogen.